# Lermontovo
Lermontov là một đô thị thuộc tỉnh Lori, Armenia. Dân số ước tính năm 2011 là 1013 người.